# أوتوبغون
بَلْدَة أُوتُوبغُونٌ (بالأَلمانِيَّة: Gemeinde Ottobrunn) هي بَلدَة أَلمانِيَّة في مِنطَقَة مِيُونِخ التَّابِعة لِمُحافظة باڤارِيا العُليَا في وِلاَية باڤارِيا في جُمهُوريَّة أَلمَانيَا الاِتّحاديّة بمِساحة تُقَدَّر بحَوالَي 5 كم².

## توأمة
لأوتوبغون اتفاقيات توأمة مع كل من:
- نافبليو
- Margreid an der Weinstraße [الإنجليزية]‏
- مانديليو لا نابول

## أعلام
- وليام ديتيرلي
- هورست بينك
- آرون شميدهوبر

## وَصلات خارجيّة
- الصّفحة الرّسميّة لِبَلدَة أُوتُوبغُونٌ (باللُّغَة الأَلمانِيَّة، والإِنجِلِيزِيّة).

## مَراجع
1. ↑   https://www.ottobrunn.de/fileadmin/Dateien/Publikationen/Publikation_Buergerinfo_2019.pdf. {{استشهاد ويب}}: |url= بحاجة لعنوان (مساعدة) والوسيط |title= غير موجود أو فارغ (من ويكي بيانات) (مساعدة)
2. ↑  "Alle politisch selbständigen Gemeinden mit ausgewählten Merkmalen am 31.12.2018 (4. Quartal)" (بالألمانية). Statistisches Bundesamt. Archived from the original on 2019-03-10. Retrieved 2019-03-10.
3. ↑  Alle politisch selbständigen Gemeinden mit ausgewählten Merkmalen am 31.12.2023 (بالألمانية), Statistisches Bundesamt, 28. Oktober 2024, QID:Q131220759, Archived from the original on 17 November 2024 {{استشهاد}}: تحقق من التاريخ في: |publication-date= (help)
4. ↑  GeoNames (بالإنجليزية), 2005, QID:Q830106